# بيوتر يوهانسون
بيوتر يوهانسون (بالسويدية: Piotr Johansson)‏ (28 فبراير 1995 بولندا بولندا - ) هو لاعب كرة قدم سويدي يلعب كلاعب وسط.

## روابط خارجية
- بيوتر يوهانسون على موقع الاتحاد الأوربي (الإنجليزية)
- بيوتر يوهانسون على موقع اتحاد السويد (السويدية)
- بيوتر يوهانسون على موقع قاعدة بيانات كرة القدم.إي يو (الإنجليزية)
- بيوتر يوهانسون على موقع Soccerway.com (الإنجليزية)
- بيوتر يوهانسون على موقع AS.com (الإسبانية)